# Württembergische AD
Die Dampflokomotive der Gattung AD der Württembergischen Staatsbahn war eine Schnellzuglokomotive mit der Achsfolge 2'B. Sie wurde ab 1899 von der Maschinenfabrik Esslingen gebaut. Bis dahin hatte die Eisenbahn noch veraltete Lokomotiven mit der Achsfolge 1'B eingesetzt.

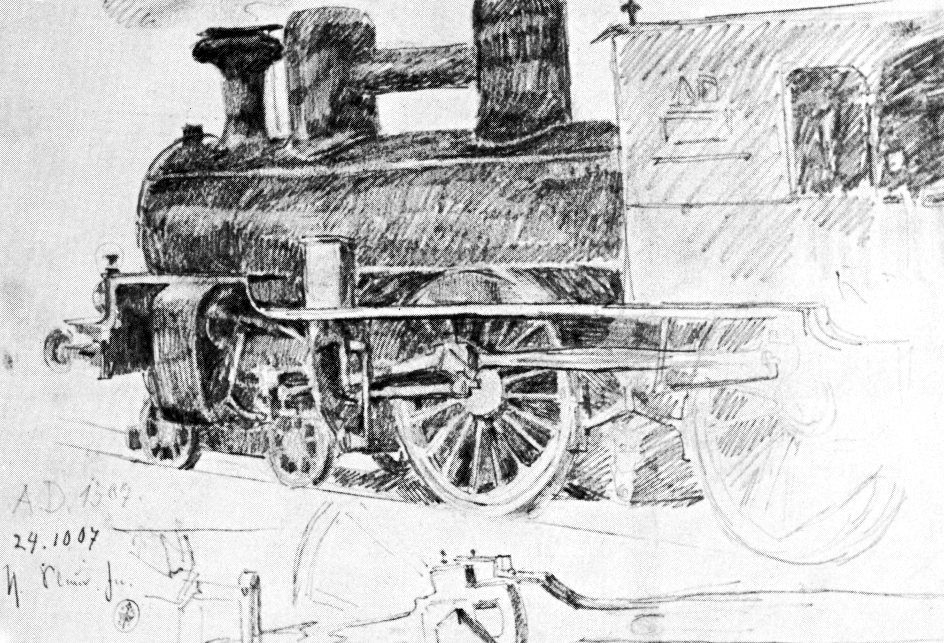
Lok der Klasse AD, Skizze von Hermann Pleuer von 1907

Die Fahrzeuge waren mit einem Zweizylinder-Verbundtriebwerk ausgestattet. Auffallend war das Verbindungsrohr zwischen den beiden Dampfdomen. 98 Maschinen dieser Bauart entstanden bis 1907; sie besaßen anfangs Flachschieber, ab 1903 wurden Kolbenschieber eingebaut.
1907 wurden zwei Lokomotiven versuchsweise mit Zweizylinder-Heißdampftriebwerken ausgerüstet. Der Kesseldruck wurde dabei auf 117,7 N/cm² reduziert. Weil dies einen Leistungsgewinn von etwa 20 % bewirkte, wurden bis 1909 noch weitere 17 Lokomotiven in dieser Ausführung beschafft und als Gattung ADh bezeichnet.
Die Ausmusterung beider Klassen begann Anfang der 1920er Jahre.
Die Deutsche Reichsbahn übernahm 24 Lokomotiven der Verbundbauart als Baureihe 13.16 mit den Nummern 13 1601 bis 13 1624 sowie 14 Lokomotiven der Heißdampfbauart als Baureihe 13.17 mit den Nummern 13 1701 bis 13 1714. Erstere wurden bis 1928 ausgemustert, letztere bis 1932.
Die Lokomotiven waren mit Tendern der Bauart wü 2 T 10 und wü 3 T 15,5 ausgestattet.